# Nodiko Tatišvili
Nodiko „Nodar“ Tatišvili (gruzínsky ნოდიკო „ნოდარ“ ტატიშვილი; * 5. listopadu 1986 Tbilisi) je gruzínský zpěvák. Společně se Sofo Gelovani reprezentoval Gruzii na Eurovision Song Contest 2013 s písní „Waterfall“.
Nodiko se narodil 5. listopadu 1986 do rodiny polygrafistů. Ve věku osmi let vyhrál národní soutěž a v devíti zpíval v souboru Iveria v muzikálu Dva trpaslíci. Absolvoval hudební školu v Tbilisi a Gruzínskou technickou univerzitu, fakultu veřejné administrativy. Studoval na institutu moderní hudby a mezi léty 2010–2011 Burlingtonskou školu v Londýně.
Nodiko se zúčastnil mnoha mezinárodních soutěží jako například Mezinárodní hudební festival Palanga 2005 (Litva), Jantarová hvězda 2005 (Litva), Astana 2007 (Kazachstán), Hledání světové hvězdy 2008, Slovanský bazar 2008 (Bělorusko), Zlaté hlasy (Moldavsko). Také se zúčastnil mnoha mezinárodních projektů. Je vítězem projektu gruzínské televizní show Geostar 2009.
Hrál také hlavní roli v muzikálu Aleksandreho Basilaia Chkhikvta Kortsili (2008) a muzikálu Giorgiho Tsabadzeho a Giorgiho Šhegelaia Melodies od Vera District (2012).
V roce 2011 vydal své 1. album pod jménem I am Georgian. Jeho 1. sólový koncert byl pořádán v hale filharmonie v Tbilisi (2011). Mezi léty 2008–2009 byl členem katedrálního sboru svaté trojice.
Švédský skladatel Thomas G:son napsal píseň „Waterfall“ pro Sophii a Nodiho. G:son už složil 65 písní pro eurovizní národní kola. Jeho předešlé písně reprezentovaly Švédsko (2001, 2006, 2012), Španělsko (2007, 2012), Dánsko (2010) a Norsko (2007).

## Ocenění
- 2005 – Mezinárodní hudební festival Palanga (Litva)
- 2005 – Jantarová hvězda (Litva)
- 2007 – Mezinárodní hudební soutěž Astana (Kazachstán)
- 2007 – Šanghajsko-malajsijská mezinárodní hudební soutěž, odměněn za Nejlepší mužský hlas (Malajsie)
- 2008 – Slovanský Bazar (Bělorusko), 2. místo
- 2009 – Mezinárodní hudební soutěž Zlaté hlasy, odměněn za 3. místo (Moldavsko)
- 2009 – Geostar, vítěz projektu (Gruzie)